# 莫伊河
莫伊河（River Moy）是愛爾蘭的一條河流，位於愛爾蘭島西部的康諾特省。總長約110公里。

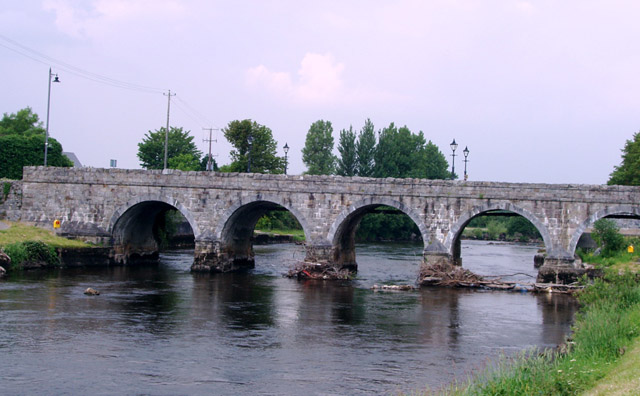
莫伊河

莫伊河起源自斯萊戈郡奧克斯山脈，流經斯溫福德、福克斯福德等城鎮，在巴利納北邊注入基拉拉灣。